# Шеркала
Шеркала (каз. Шерқала) — одиноко стоящая гора необычной формы, примерно в 94 км на северо-восток от города Актау, в 18 км от села Шетпе. Если смотреть на неё с одной стороны, гора напоминает огромную белую юрту, но с другой — Шеркала походит на спящего льва, положившего свою огромную голову на лапы. Название Шеркала происходит от перс. شیر قلعه‎, что означает «Крепость Льва». или «Львиная крепость».
Львиная гора окружена ореолом любопытных легенд. Её известняковые склоны отвесны и только к вершине становятся пологими, образуя гигантский шатёр, напоминающий верх юрты. Подняться на неё можно, только имея специальное снаряжение. Чтобы обойти Шергалу, понадобится не менее часа. А если вы захотите заглянуть в некоторые из многочисленных пещер, побродить на месте древнего поселения, выискивая черепки, свидетели былых цивилизаций, то часа вам не хватит. Существует народное поверье, если загадать желание, прежде чем обойти вокруг Шеркалы — оно обязательно сбудется. Но главное — за каждым изгибом, за новым поворотом открывается удивительный вид, настолько необычный, что порой кажется, что ты попал на необитаемую планету.
Вокруг Шеркалы россыпь шарообразных валунов — конкреций различной величины. Многие потрескались под действием ветра. Иные небольшие конкреции лежат разбитые. Внутри — след ракушки или рыбы. Степь у подножья горы зеленеет, цветёт.
Недалеко от Шеркалы зелёный оазис. Это родник и маленькая речка Акмыш. Здесь в тени вековых деревьев под звонкие трели птиц приятно посидеть, слушая рассказ о городище Мангышлак. Он был построен на трассе караванного пути, которым столетия назад шла торговля между Бухарой и северными землями. Этот город был сожжён несколько столетий назад. Шеркалу считают одной из святынь Мангыстау. Популярный туристический объект.